# Bilice
Bilice är en ort i Kroatien.   Den ligger i länet Slavonien, i den östra delen av landet, 160 km öster om huvudstaden Zagreb. Bilice ligger 135 meter över havet och antalet invånare är 2 190.
Terrängen runt Bilice är platt åt sydväst, men åt nordost är den kuperad. Runt Bilice är det ganska glesbefolkat, med 38 invånare per kvadratkilometer. Närmaste större samhälle är Slavonski Brod, 16,1 km sydost om Bilice. I omgivningarna runt Bilice växer i huvudsak lövfällande lövskog.